# ソニー・ミュージックスタジオ

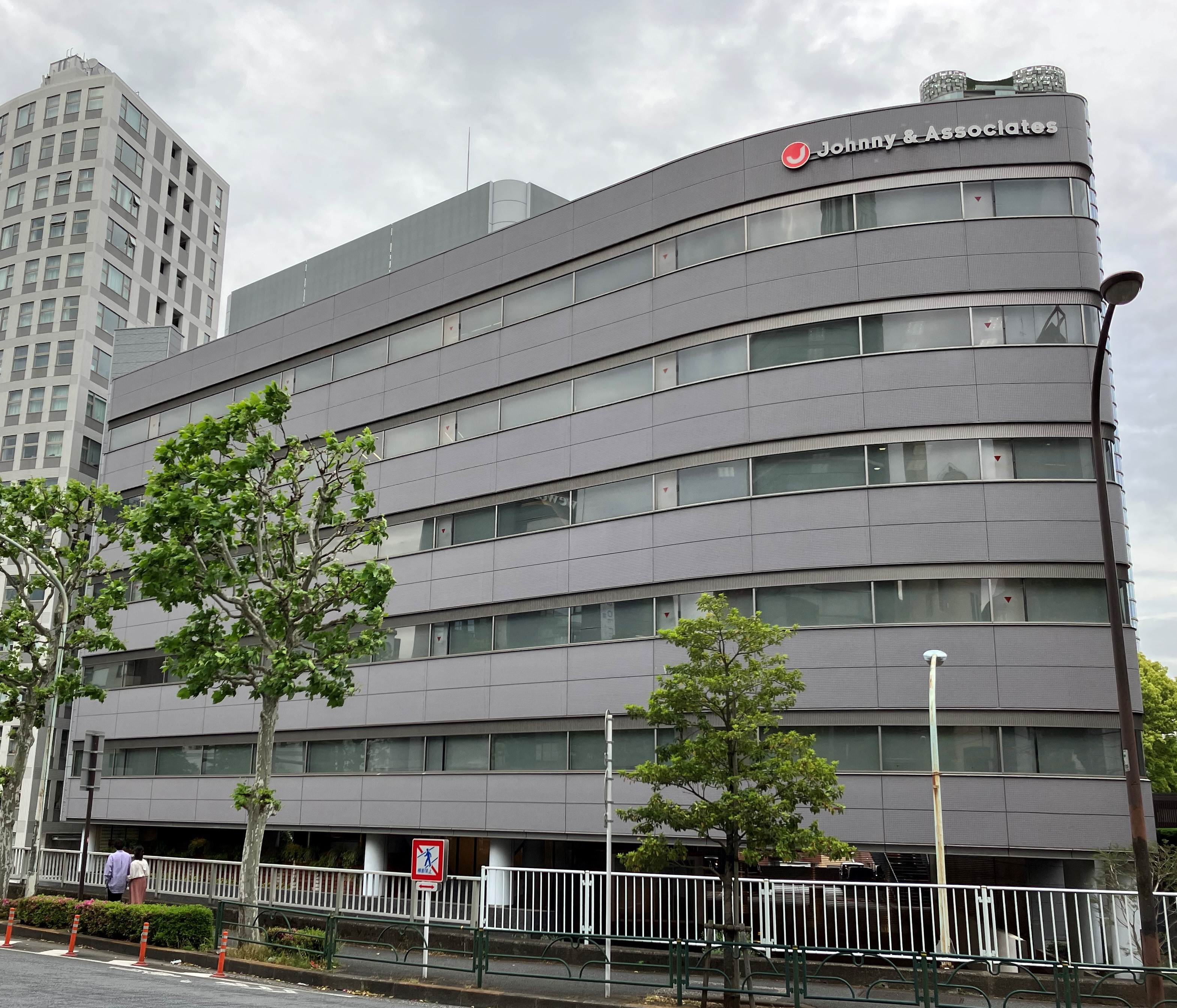
ソニー・ミュージックスタジオを併設するジャニーズ事務所本社（旧SME乃木坂ビル）

ソニー・ミュージックスタジオ（Sony Music Studios Tokyo）は、東京都赤坂にある大型録音スタジオ。
ジャニーズ事務所本社ビル（旧SME乃木坂ビル）に併設しており、ソニー・ミュージックソリューションズが運営している。

## 施設
2001年3月に竣工した旧SME乃木坂ビル（現：ジャニーズ事務所本社ビル）の地下3フロアを使用。5室の録音スタジオと、12室のマスタリング・スタジオ、オーサリング・スタジオ（編集室3室とオーサリング・ルーム4室）からなるスタジオ団地である。エントランスや廊下は全体が地上階までの吹き抜けとなっている。音響設計のピーター・グリューナイセンは施工に当たって、床材や壁材、空調のダクトから壁のクロスまで、すべてをアメリカから持ち込んだ。各スタジオのメインコンソールには以下のものが使用されている。
- スタジオ1：Neve 8872
- スタジオ2：Neve 8872
- スタジオ3：Neve 8872
- スタジオ4：SSL 9072J
- スタジオ5：Euphonix SYSTEM 5 (Digital)

## ソニー・ミュージック信濃町スタジオ

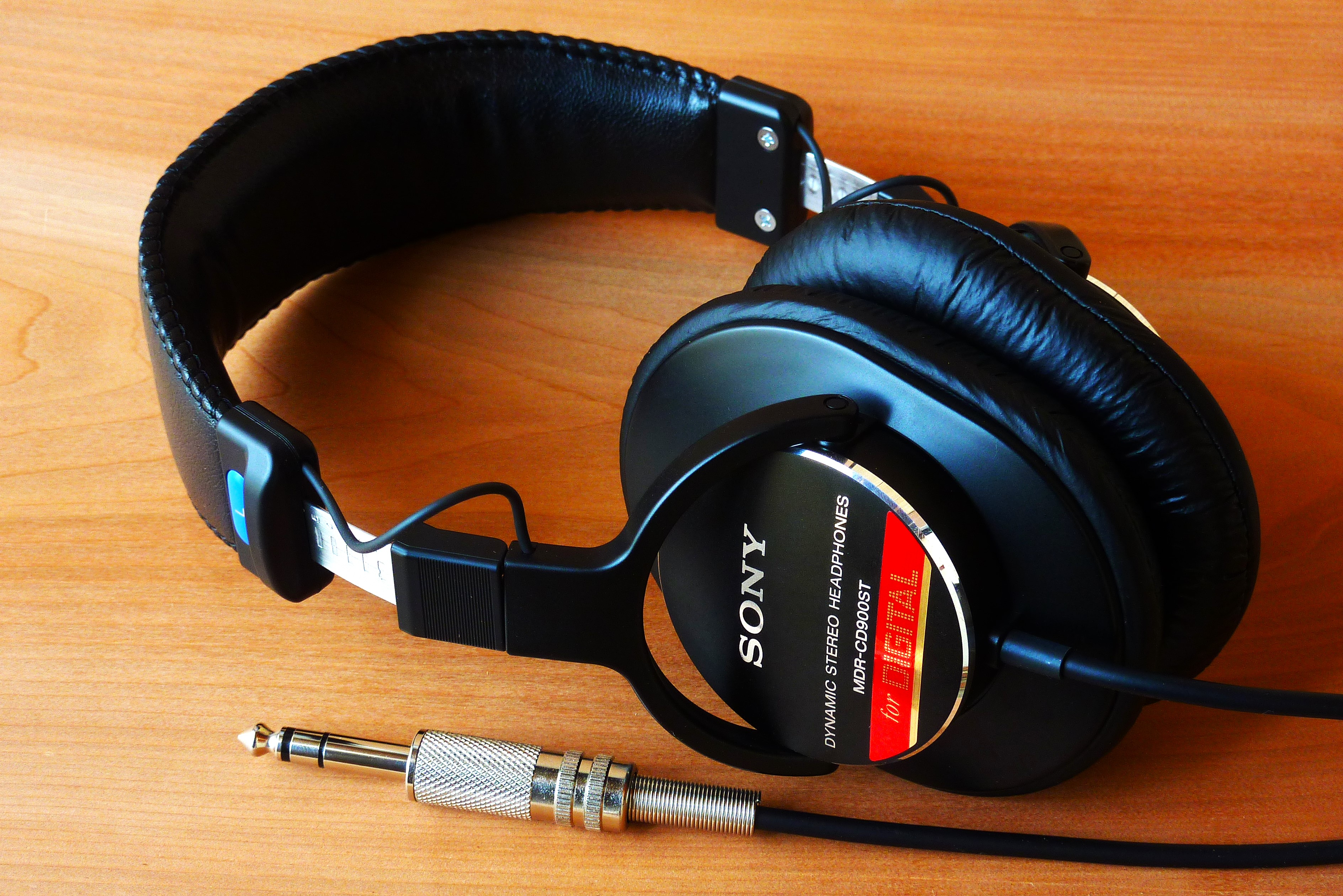
MDR-CD900ST

1978年、トム・ヒドレーの音響設計により、東京都新宿区南元町新助坂に「CBS・ソニー信濃町スタジオ」として完成。1991年に「ソニー・ミュージック信濃町スタジオ」へと名称を変更。
1996年には世界初のDSD録音が行われた。2001年、赤坂に新スタジオが完成したため、本スタジオが閉鎖。その後、建物は三菱商事経由で創価学会に売却され、創価学会の南元平和会館として使用されていたが、2009年に解体されており、当時の建物は現存しない。その後、跡地には2012年に創価学会の創価文化センターが建設されている。
現在まで数多くの録音スタジオで使用されているスタジオユースの業務用モニタリング・ヘッドフォン「MDR-CD900ST」は、CBS・ソニー信濃町スタジオで使用することを目的として1989年に開発されたもので、俗に「信濃町モデル」と呼ばれている。

## ソニー・ミュージック六本木スタジオ
東京都港区六本木に「CBS・ソニー六本木スタジオ」として完成。1991年に「ソニー・ミュージック六本木スタジオ」へと名称を変更。ライブハウス「六本木ピットイン」も同じ建物にあった。
建物はスタジオ閉鎖後に解体されたため、現存しない。